# Niina Päivänurmi
Niina Päivänurmi (Joensuu, 17 febbraio 1973) è una cantante finlandese.

## Biografia
Niina Päivänurmi è salita alla ribalta nel 1996 con la sua partecipazione al festival del tango finlandese Seinäjoen Tangomarkkinat, dove si è posizionata seconda. Ha ripreso parte alla competizione nell'edizione successiva ed è stata eletta vincitrice e incoronata regina del tango del 1997. La vittoria alla rassegna le ha fruttato un contratto discografico con la MTV-Musiikki, su cui ha pubblicato il suo album di debutto eponimo l'anno successivo, che ha debuttato nella classifica finlandese al 40º posto.

## Discografia

### Album in studio
- 1998 – Niina Päivänurmi

### Singoli
- 1998 – Totta sä oot vaan
- 1998 – Ole paisteena auringon